# Rhamphidium inclinans
Rhamphidium inclinans là một loài rêu trong họ Ditrichaceae. Loài này được Schimp. ex Besch. Broth. mô tả khoa học đầu tiên năm 1902.